# مقاطعة باسكوتانك (كارولاينا الشمالية)
مقاطعة باسكوتانك (بالإنجليزية: Pasquotank County)‏ هي إحدى مقاطعات ولاية كارولاينا الشمالية في الولايات المتحدة الأمريكية. مركز المقاطعة أو مقعدها هي مدينة إليزابيث سيتي. تأسست هذه المقاطعة سنة 1668.أصل هذه المقاطعة يأتي من: مقاطعة ألبيمارل.